# Dikika

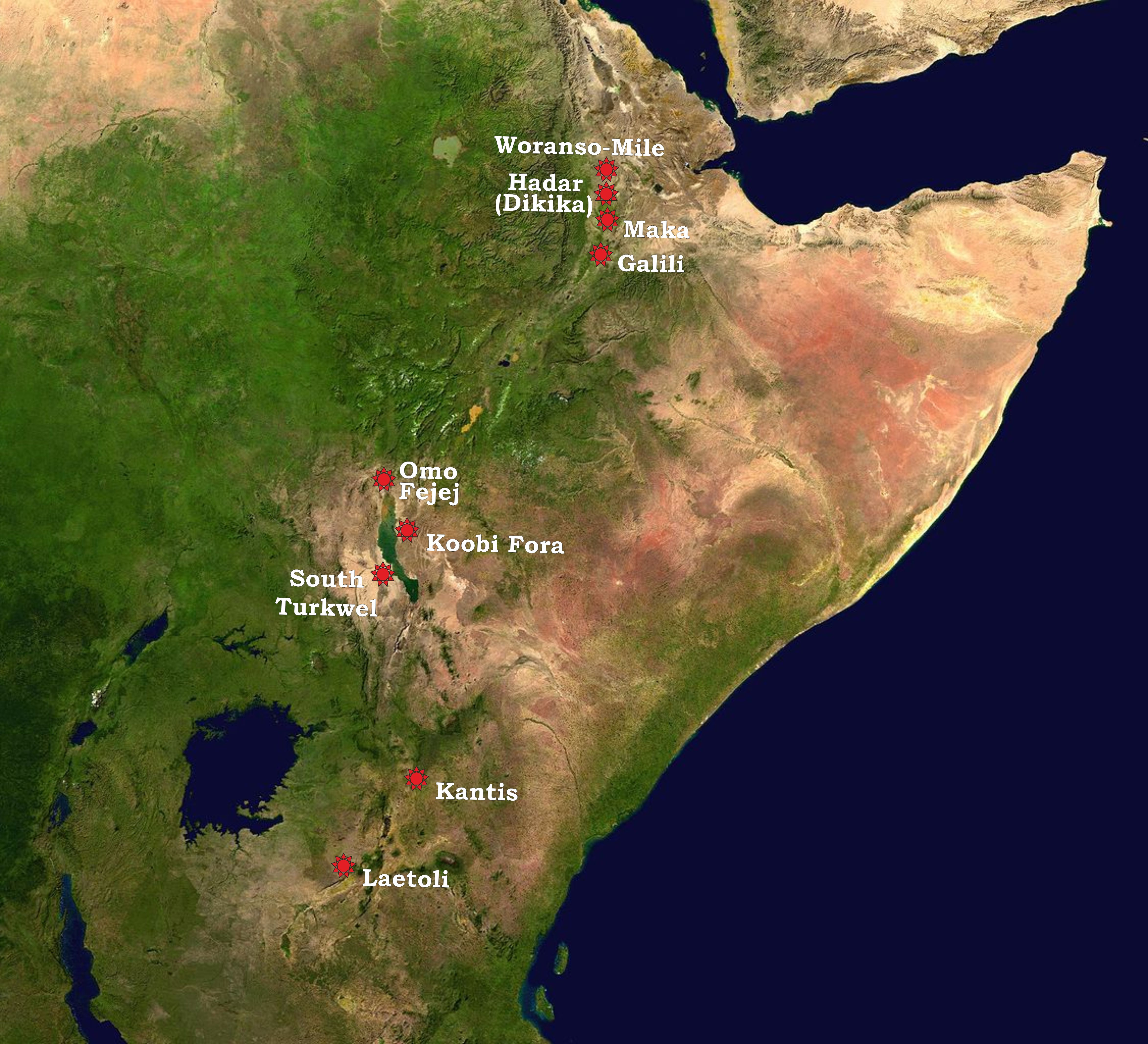
Lage von Dikika (oben) am Rande des Afar-Dreiecks

Dikika ist eine paläoanthropologische Fundstätte südlich des Flusses Awash im Afar-Dreieck von Äthiopien, benannt nach der lokalen Bezeichnung für einen Hügel inmitten der Dikika study area. Als Lagerstätte von Fossilien war Dikika seit 1972 aufgrund von Beobachtungen des US-amerikanischen Geologen Jon Kalb und seiner International Afar Research Expedition bekannt. Weltweite Aufmerksamkeit wurde ihr jedoch erst zuteil, nachdem Zeresenay Alemseged im Rahmen seines 1999 begonnenen Dikika Research Project dort im Jahr 2000 das sehr gut erhaltene Skelett eines Homininen gefunden hatte. Dieses Fossil mit der wissenschaftlichen Bezeichnung DIK 1-1 gilt als das bislang vollständigste Exemplar der Art Australopithecus afarensis; es wird von seinem Entdecker auch Selam („Friede“) genannt.
In der Nähe von Dikika und der etwas weiter nördlich gelegenen Fundstelle von Hadar wurden zahlreiche weitere Fossilien aus dem Formenkreis der Hominini gefunden: unter anderem die bekannte Lucy sowie Ardi (ein weiblicher Ardipithecus ramidus). Geborgen wurden in diesem Gebiet auch die ältesten bisher bekannten, rund 2,6 bis 2,5 Millionen Jahre alten Steinwerkzeuge. Das Afar-Dreieck gilt daher als eine der Wiegen der Menschheit.
Im Sommer 2010 berichtete ein internationales Forscherteam um Zeresenay Alemseged von der Kalifornischen Akademie der Wissenschaften in San Francisco und Shannon McPherron vom Max-Planck-Institut für evolutionäre Anthropologie in Nature über den Fund von 3,39 Millionen Jahre alten, mutmaßlichen Kratz- und Schnittspuren auf fossilen Tierknochen, die dahingehend interpretiert wurden, dass bereits Australopithecus afarensis Fleisch von Rippen- und Beinknochen kratzte. Diese Interpretation der Abschabungen ist jedoch umstritten, da die Abschabungen nicht zuverlässig von Bissspuren durch Krokodile unterschieden werden können.
Die pliozänen Sedimente bei Dikika werden seit einigen Jahren unter anderem von Forschern des Max-Planck-Instituts für evolutionäre Anthropologie erforscht.

## Belege
1. ↑  Jon Kalb: Adventures in the Bone Trade. The Race to Discover Human Ancestors in Ethiopia's Afar Depression. Copernicus Books, New York 2001, S. 57, ISBN 0-387-98742-8.
2. ↑   Sileshi Semaw et al.: 2.5-million-year-old stone tools from Gona, Ethiopia. In: Nature. Band 385, 1997, S. 333–336, doi:10.1038/385333a0.
3. ↑  Shannon P. McPherron et al.: Evidence for stone-tool-assisted consumption of animal tissues before 3.39 million years ago at Dikika, Ethiopia. In: Nature. Band 466, 2010, S. 857–860, doi:10.1038/nature09248.
4. ↑  Yonatan Sahle, Sireen El Zaatari und Tim White: Hominid butchers and biting crocodiles in the African Plio–Pleistocene. In: PNAS. Band 114, Nr. 50, 2017, S. 13164–13169, doi:10.1073/pnas.1716317114.

Koordinaten: 11° 5′ 0″ N, 40° 35′ 0″ O